# شکارچی رأس هرم
شکارگر اوج (به انگلیسی: Apex predator) یا شکارچی رأس هرم غذایی، درنده‌ای است که هنگامی که به سن بلوغ می‌رسد، در بالای زنجیره غذایی قرار می‌گیرد و دیگر جانوران توانایی شکارش را نخواهند داشت. می‌توان انسان را شکارچی رأس هرم غذایی نهایی دانست، چرا که تنها جانداری است که نه تنها توانایی شکار همه دیگر شکارچیان رأس هرم غذایی زمین را دارد که می‌تواند جانورانی را که از آن بهره می‌گیرد به کلی نابود کند (برای نمونه: ماهیگیری بیش از حد).
شکارچی رأس هرم غذایی در میان ماهیان، پرندگان، و پستانداران (روی زمین یا دریا) وجود دارند. آن‌ها نه تنها باعث کنترل جمعیت می‌شوند و جانوران بیمار یا زخمی را نابود می‌کنند، که نقش مهمی در پاسداری از تنوع زیستی در بلندمدت دارند. در میان جانوران بزرگ، آن‌ها اغلب دارای ویژگی‌های ظاهری مشخصی همچون پنجه‌های تیز، آرواره‌های قوی، و دندان‌های تطبیق‌یافته برای دریدن و خرد کردن استخوان‌های طعمه دارند. در کل، یک گونه شکارچی رأس هرم غذایی خود را در انتهای زنجیره‌ای غذایی می‌بیند که در آن نقش مهمی در برقراری تعادل زنجیره و بوم‌سازگان آن دارد.
تعدادی از شکارچیان رأس هرم غذایی در دوران‌های پیشاتاریخ توسط انسان‌ها نابود و منقرض شدند که از جمله آن‌ها می‌توان به شیر غارنشین در بیشتر مناطق اروپا و شیر کیسه‌دار در استرالیا اشاره کرد. امروزه آن‌ها قربانی نابودی محیط زیست و تکه‌تکه شدن حیات وحش طبیعیشان می‌شوند. شکار، قاچاق جانوران، و آلودگی‌های شیمیایی جمع‌شونده در بالای زنجیره غذایی (به ویژه در شکارچیان رأس هرم غذایی ساکن دریاها همچون نهنگ قاتل) نیز از جمله دیگر موارد تهدیدکننده این گروه از جانوران هستند.

## نگارخانه

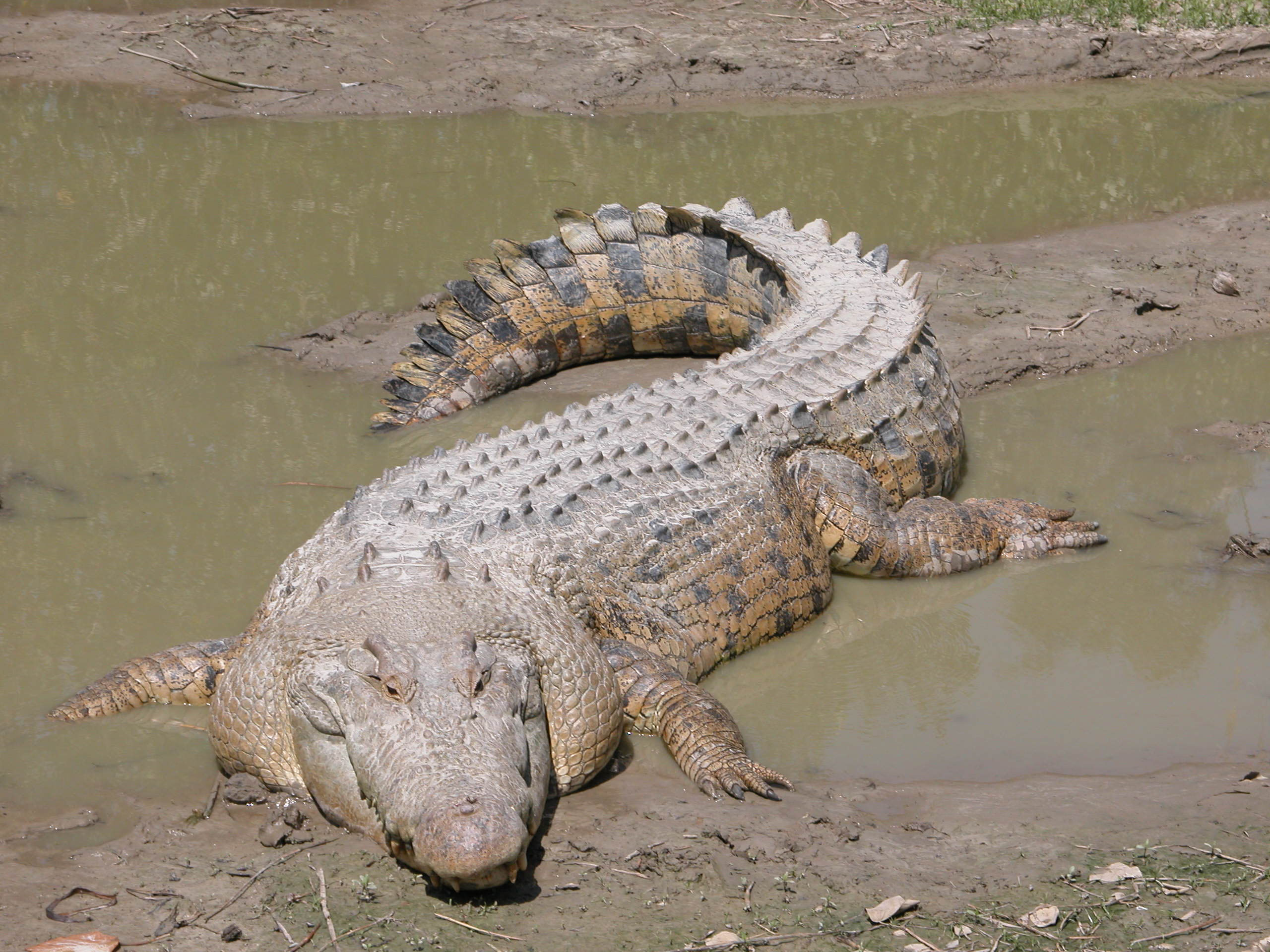
تمساح آب شور بزرگترین خزنده روی زمین و درنده غالب در گستره جغرافیایی خود است.
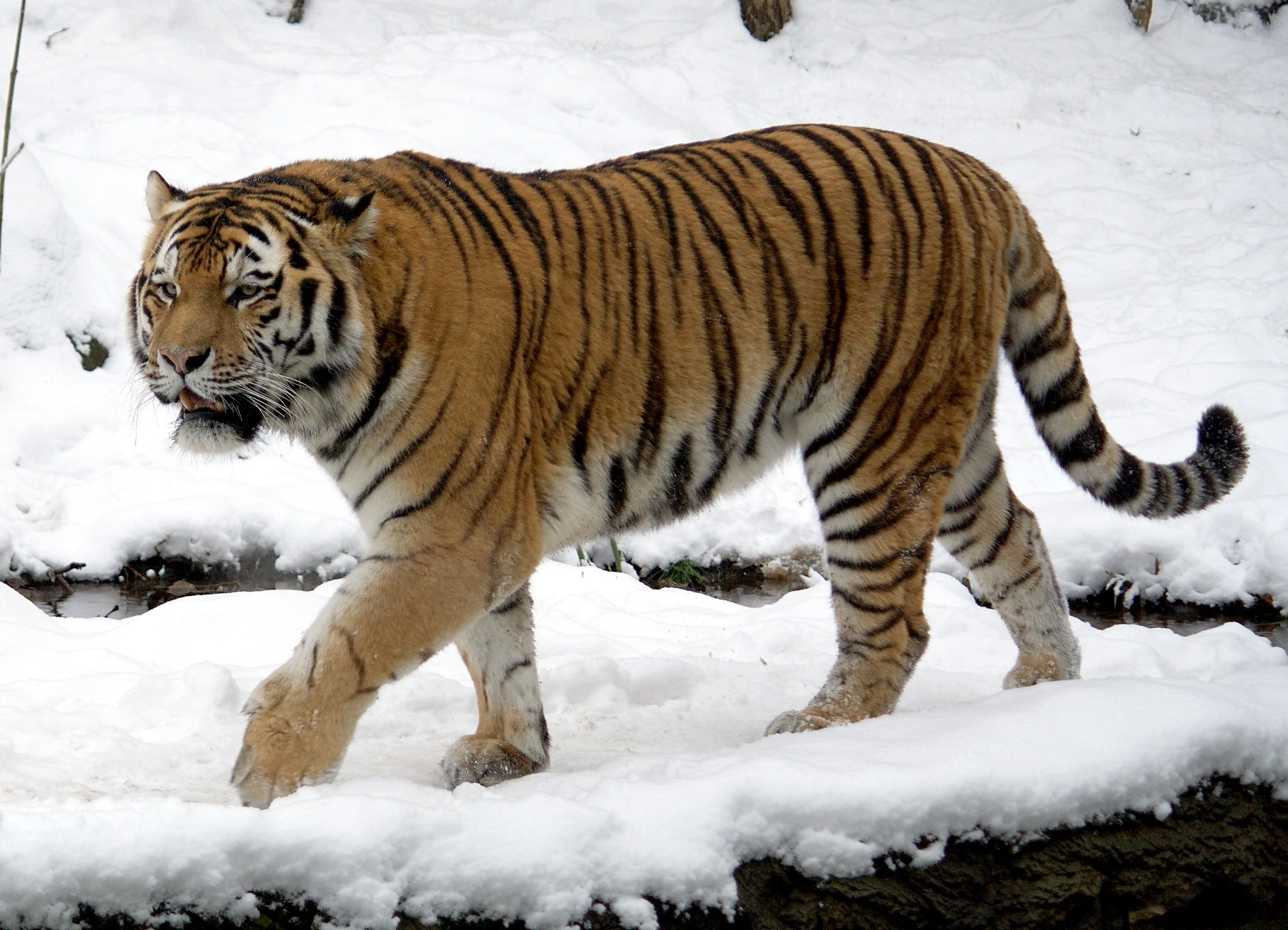
ببر یکی از بزرگترین درندگان خشکی‌زی پستاندار در جهان است. در تصویر، ببر سیبری که بزرگترین گربه‌سان است.
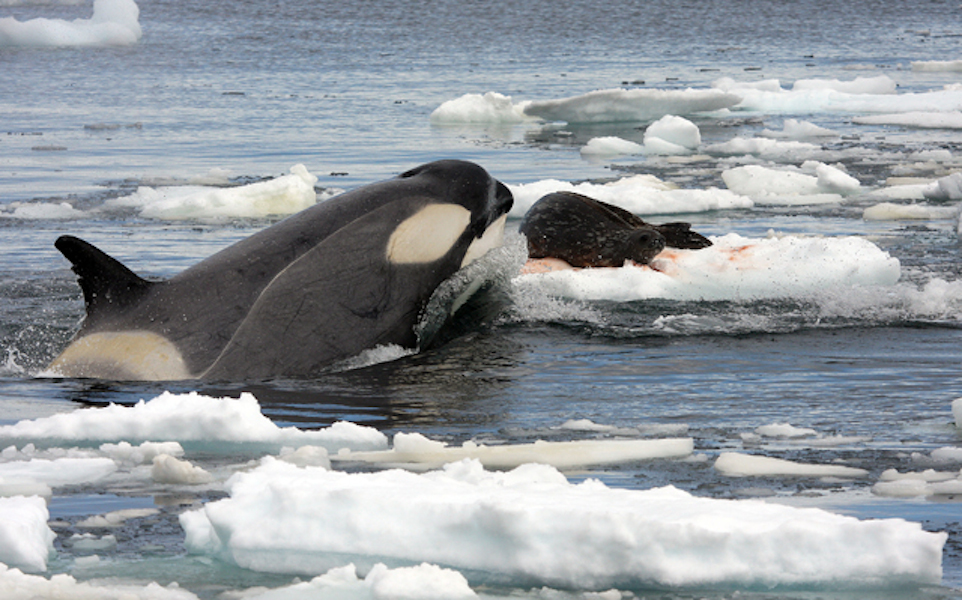
نهنگ قاتل از جمله شکارچیان رأس هرم پستاندار در دریاها است که روش‌های منحصر به فردی در شکار دارد. در تصویر، یک نهنگ قاتل در حال شکار خوک دریایی.
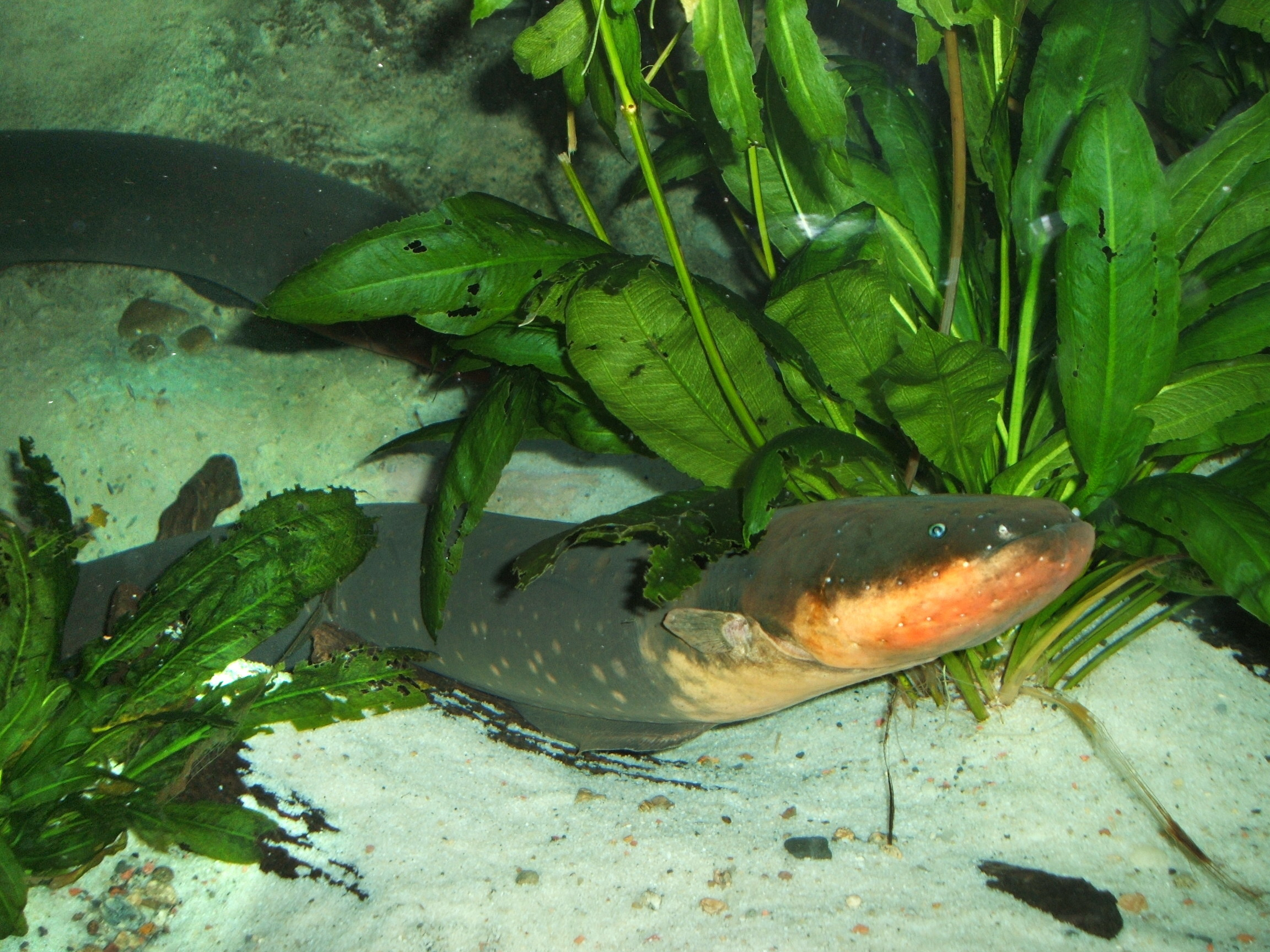
درندگان بالاسر الزاماً دارای بدن بزرگ نیستند. مارماهی الکتریکی با شوک عظیم خود باعث دوری هر شکارچی دیگری از خود، از جمله پیراناها، می‌شود.
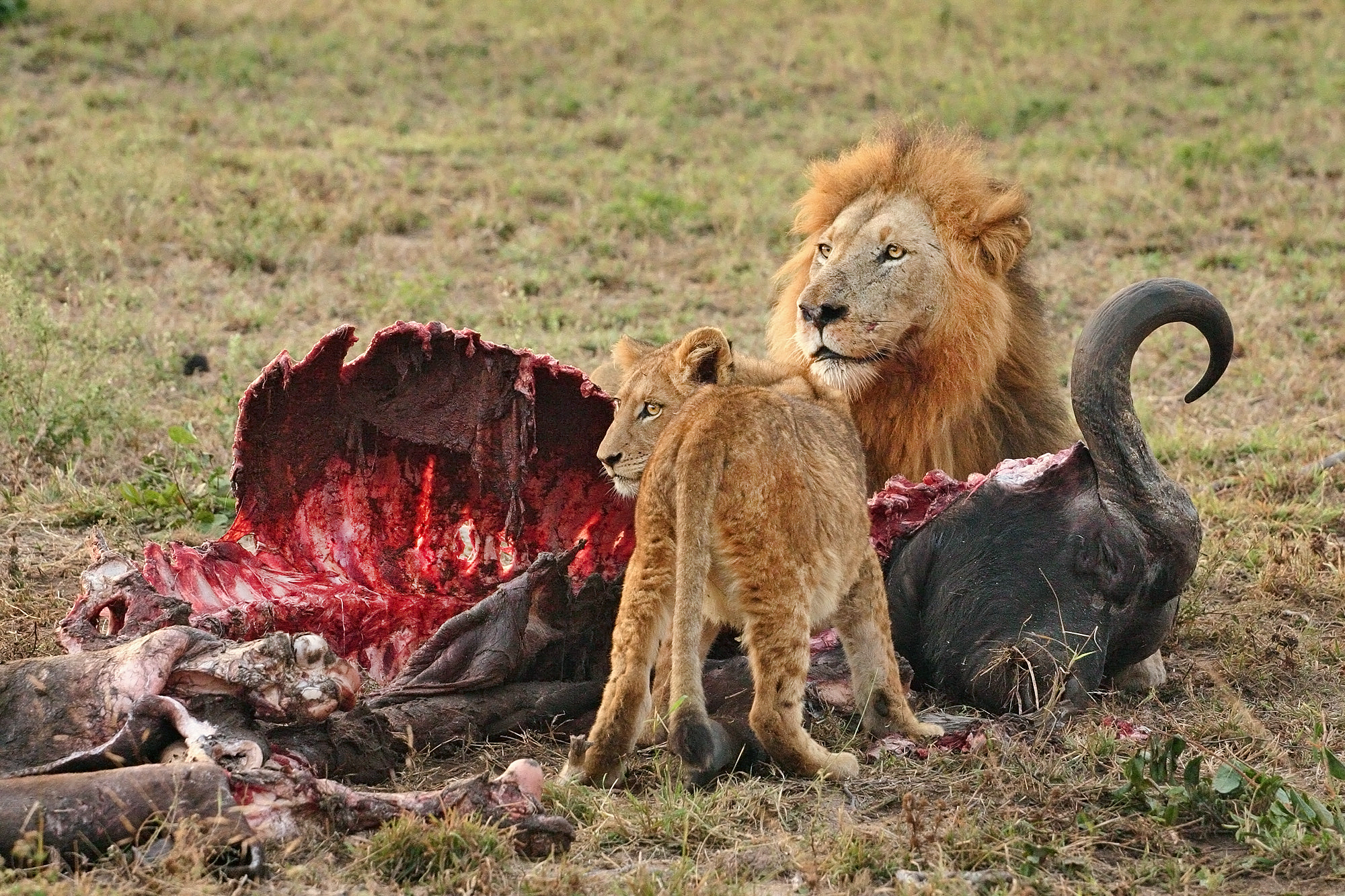
شیر نر در کنار توله‌اش در حال خوردن لاشه یک گاو وحشی. شیرها شکارچیان بی‌رقیب آفریقا هستند.
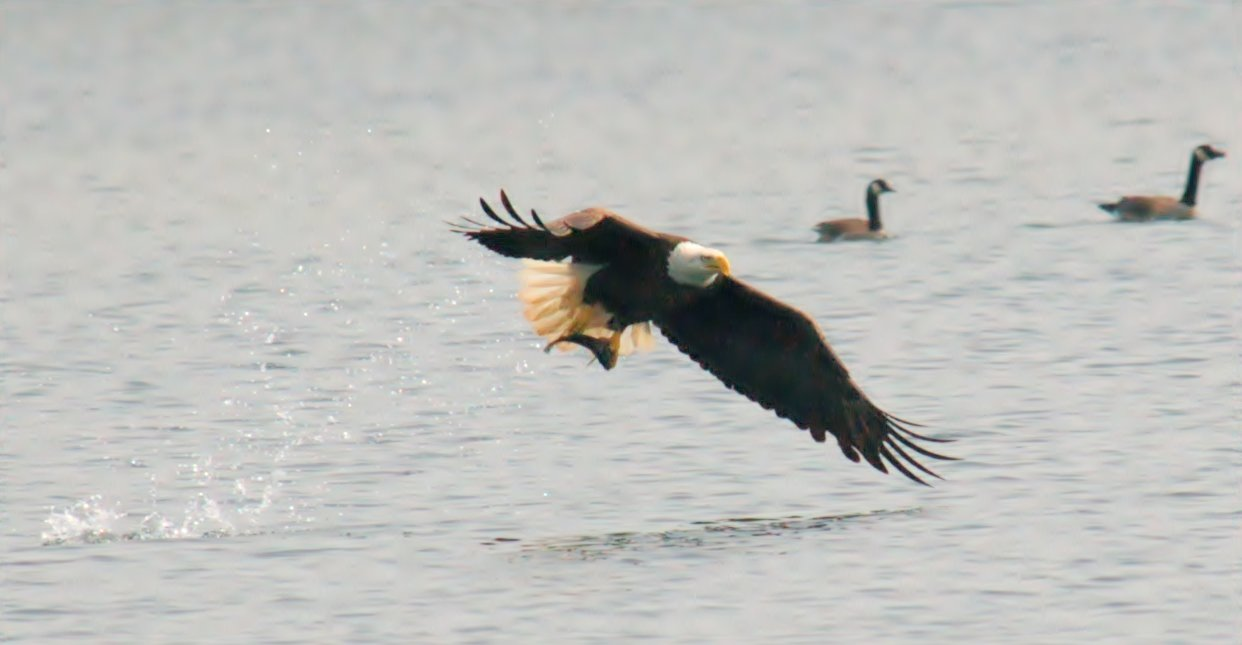
پرندگان شکاری (همانند این عقاب گر) در بالای زنجیره غذایی قرار دارند.